# TT47
| F12 | s | r · D40 | F4 · t · Z1 |

| F12 | s | r · D40 | F4 · t · Z1 |

La TT47 es una tumba tebana que se encuentra en la necrópolis de El-Joja (Valle de los Nobles), formando parte parte de la necrópolis tebana, en la orilla oeste del Nilo, frente a Luxor, Egipto.
Fue el lugar de enterramiento del egipcio Userhat, supervisor del harén real de Amenhotep III de la dinastía XVIII de Egipto. Userhat era el hijo del juez Neh y de su esposa Senenu. La esposa de Userhat se llamaba Maiay.
La tumba fue descubierta originalmente en 1902 y excavada entre este año y 1903 bajo la supervisión del Servicio de Antigüedades de Egipto. Howard Carter informó sobre el trabajo y se publicó una fotografía de la decoración que mostraba la imagen de un relieve de la reina Tiye, esposa principal de Amenhotep III. Una parte de la pieza fue comprada por el Museo del Cincuentenario (Bruselas) donde actualmente se exhibe. 
El último informe sobre esta tumba data de Arthur Weigall en 1908. Desde esa fecha, la ubicación exacta se perdió hasta que en 2007, una expedición japonesa del Instituto de Egiptología de la Universidad de Waseda de Tokio, bajo la dirección de Jiro Kondo redescubrió la tumba, al tiempo que encontró una nueva tumba perteneciente a Jonsuemheb, pero ya del período ramésida. La tumba de Jonsuemheb, jefe de los almacenes de Mut y jefe cervecero del Templo de Mut tiene una planta en forma de T y la mayoría de sus paredes y techos están decorados con diversos aspectos de la vida cotidiana y prácticas religiosas del propietario. 
La tumba consta de un patio, donde al oeste está la entrada con un gran dintel que lleva el nombre y título de Userhat: supervisor del apartamento privado del rey. Aparecen dos escenas, la primera con su imagen adorando a Atum y a una diosa (puede ser Hathor o la diosa de Occidente), en la segunda, hay imágenes de Ra-Horajti y Maat. La figura de Userhat en este lado se ha perdido. En el centro del dintel, el nomen y el prenomen de Amenhotep III están inscritos bajo un disco solar. En la pared posterior de la sala transversal se muestra a Userhat haciendo ofrendas a Amenhotep III y a Tiye bajo un quiosco. La reina es identificable por sus distintivas plumas gemelas , pero falta la cabeza de Amenhotep.